# Leifita
La leifita és un mineral de la classe dels silicats, que pertany i dona nom al grup de la leifita. Rep el nom per Leif Ericson (en nòrdic antic, Leifr Eiríksson) (ca. 970 – ca. 1020) qui fou un explorador nòrdic, considerat com el primer europeu a arribar a Amèrica del Nord (sense comptar Groenlàndia), gairebé 500 anys abans de Cristòfor Colom.

## Característiques
La leifita és un silicat de fórmula química (Na,H₂O)Na₆[Be₂Al₂(Al,Si)Si15O39]F₂. Cristal·litza en el sistema trigonal. La seva duresa a l'escala de Mohs és 6.
Segons la classificació de Nickel-Strunz, la leifita pertany a «09.EH - Estructures transicionals entre fil·losilicats i altres unitats de silicat» juntament amb els següents minerals: manganoneptunita, neptunita, watatsumiïta, magnesioneptunita, grumantita, sarcolita, ussinguita, teliuixenkoïta, eirikita i nafertisita.

## Formació i jaciments
Va ser descoberta a la pegmatita Narssârssuk, situada a l'altiplà de Narsaarsuk, a Igaliku (Kujalleq, Groenlàndia). També ha estat descrita al foird Tunulliarfik, a Narsaq, també a Groenlàndia, així com en altres indrets del Canadà, Noruega i Rússia.